# Vitrac (Puy-de-Dôme)
Vitrac – miejscowość i gmina we Francji, w regionie Owernia-Rodan-Alpy, w departamencie Puy-de-Dôme.
Według danych na rok 1990 gminę zamieszkiwało 307 osób, a gęstość zaludnienia wynosiła 23 osoby/km² (wśród 1310 gmin Owernii Vitrac plasuje się na 549. miejscu pod względem liczby ludności, natomiast pod względem powierzchni na miejscu 687.).